# Paco Rabanne
Francisco Rabaneda Cuervo (Pasaia, 18 de fevereiro de 1934 – Ploudalmézeau, 3 de fevereiro de 2023), mais conhecido como Paco Rabanne, foi um estilista espanhol radicado na França. Ficou famoso por suas roupas futuristas, que fizeram o guarda-roupa das modernas da década de 1960.

## Carreira

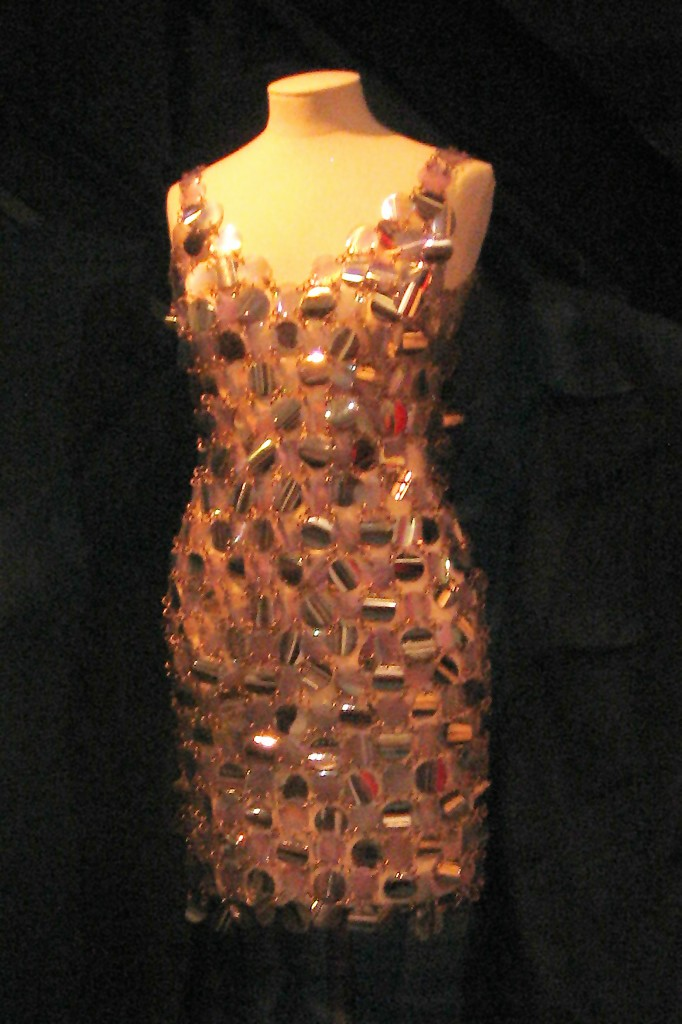
Vestido de Paco Rabanne, usado por Helen Bachofen von Echt em 1967

Sua mãe era costureira-chefe de Cristóbal Balenciaga em São Sebastião e seu pai era oficial do exército republicano, tendo sido fuzilado pelas forças nacionalistas (franquistas) em 1939. Sua família então se exila na França e instala-se nas cercanias de Morlaix na região da Bretanha.
De 1951 a 1963, estudou arquitetura na Escola Nacional Superior de Belas artes de Paris e desenvolveu talento para criar em diferentes materiais, volumes e espaços. Desenhou acessórios para coleções de alta-costura de marcas como Nina Ricci, Balenciaga, Givenchy e Pierre Cardin, entre outras. Em 1966, apresentou uma primeira coleção em Paris. Em 1989, na segunda Nuit du Chocolat, Paco foi o primeiro estilista a apresentar um vestido de chocolate.
Além disso, também deu nome a uma marca de perfumes, gerenciada pela companhia de moda e perfumes Puig. Em 2011, criou perfumes exclusivos para o Rock in Rio, que foram batizados de Black XS Rock in Rio.
Morreu em 3 de fevereiro de 2023 em Portsall, Ploudalmézeau.